# Puls
Puls è un comune tedesco del circondario di Steinburg, nella regione dello Schleswig-Holstein. Ha circa 600 abitanti.